# Municipalitatea Zumpango

Zona municipalităţii Zumpango pe harta statului México.

Zumpango este un municipiu din statul México, Mexic.